# 褚新洛
褚新洛（1928年2月l5日—1991年7月11日），男，江苏省宜兴市人，中国鱼类学家。1953年至1966年初在中国科学院水生生物研究所工作；1957年曾被错划为“右派”。作为业务骨干调到中国科学院昆明动物研究所后，曾任昆明动物研究所脊椎动物分类研究室主任、研究员、博士生导师，对中国淡水鱼类，特别是鮎形目、鲤形目以及云南鱼类研究做出了重要贡献。

## 主要学术著作
- 《云南鱼类志》（上 （页面存档备份，存于）、下 （页面存档备份，存于）），褚新洛、陈银瑞，科学出版社，1989-1990年，ISBN 9787030009395 及 9787030012418 （1991年获中国科学院自然科学二等奖 [4]）
- 中国动物志: 硬骨鱼纲. 鮎形目 （页面存档备份，存于），褚新洛、郑葆珊、戴定远等，科学出版社，1999
- 中国动物志: 硬骨鱼纲. 鲤形目, 第 2 卷 （页面存档备份，存于），陈宜瑜、褚新洛等，科学出版社，1998